# Mochnaczka Niżna
Mochnaczka Niżna – wieś w Polsce położona w województwie małopolskim, w powiecie nowosądeckim, w gminie Krynica-Zdrój.
Wieś biskupstwa krakowskiego w powiecie sądeckim w województwie krakowskim w końcu XVI wieku. W latach 1975–1998 miejscowość administracyjnie należała do województwa nowosądeckiego.
Wieś leży przy drodze krajowej nr 75, w Beskidzie Niskim, w dolinie potoku Mochnaczka, prawobrzeżnego dopływu Muszynki.

## Historia
Wieś Mochnaczka została założona na prawie wołoskim w 1589 roku przez Jana Świątkowskiego z przywileju nadanego przez biskupa Myszkowskiego (tereny te należały do Klucza Muszyńskiego, będącego własnością biskupią). Parafię greckokatolicką w Mochnaczce, podległą dekanatowi muszyńskiemu uposażył w 1626 roku biskup M. Szyszkowski. Z tego też roku pochodził pierwszy dzwon cerkiewny, ważący 300 kg. W 1648 roku z gruntów wsi wyodrębniła się Mochnaczka Niżna. W XVIII i XIX w. liczba ludności – głównie Łemków wyznania greckokatolickiego – wynosiła od 500 do 800 osób. W 1936 roku parafia greckokatolicka została włączona do Apostolskiej Administracji Łemkowszczyzny. We wsi zamieszkiwało wtedy 788 grekokatolików, 21 rzymskich katolików i 33 żydów. Po II wojnie światowej, w ramach akcji Wisła, Łemkowie zostali wysiedleni na Ziemie Odzyskane.

## Demografia
Ludność według spisów powszechnych, w 2009 wg PESEL.
| Rok    | 1900 | 1921 | 1931 | 2002 |
| Liczba | 125  | 113  | 130  | 123  |

| Zwierzęta | Konie | Bydło | Owce | Świnie |
| Liczba    | 54    | 454   | 186  | 106    |

## Zabytki
Obiekty wpisane do rejestru zabytków nieruchomych województwa małopolskiego.
- Cerkiew, obecnie kościół parafialny pw. św. Michała Archanioła, mur, otoczenie z drzewostanem.
Dawna cerkiew z XVIII w., gruntownie przekształcona w poł. XIX w. z kompletnym ikonostasem wewnątrz; od 1951 roku użytkowana jako kościół parafialny rz.-kat. pw. Matki Bożej Częstochowskiej.
- Cerkiew, obecnie kaplica pw. NMP z otoczeniem i drzewostanem.
Cerkiew drewniana, zbudowana w 1787 roku z fundacji tutejszego proboszcza greckokatolickiego ks. Czyrniańskiego z kompletnym ikonostasem wewnątrz.

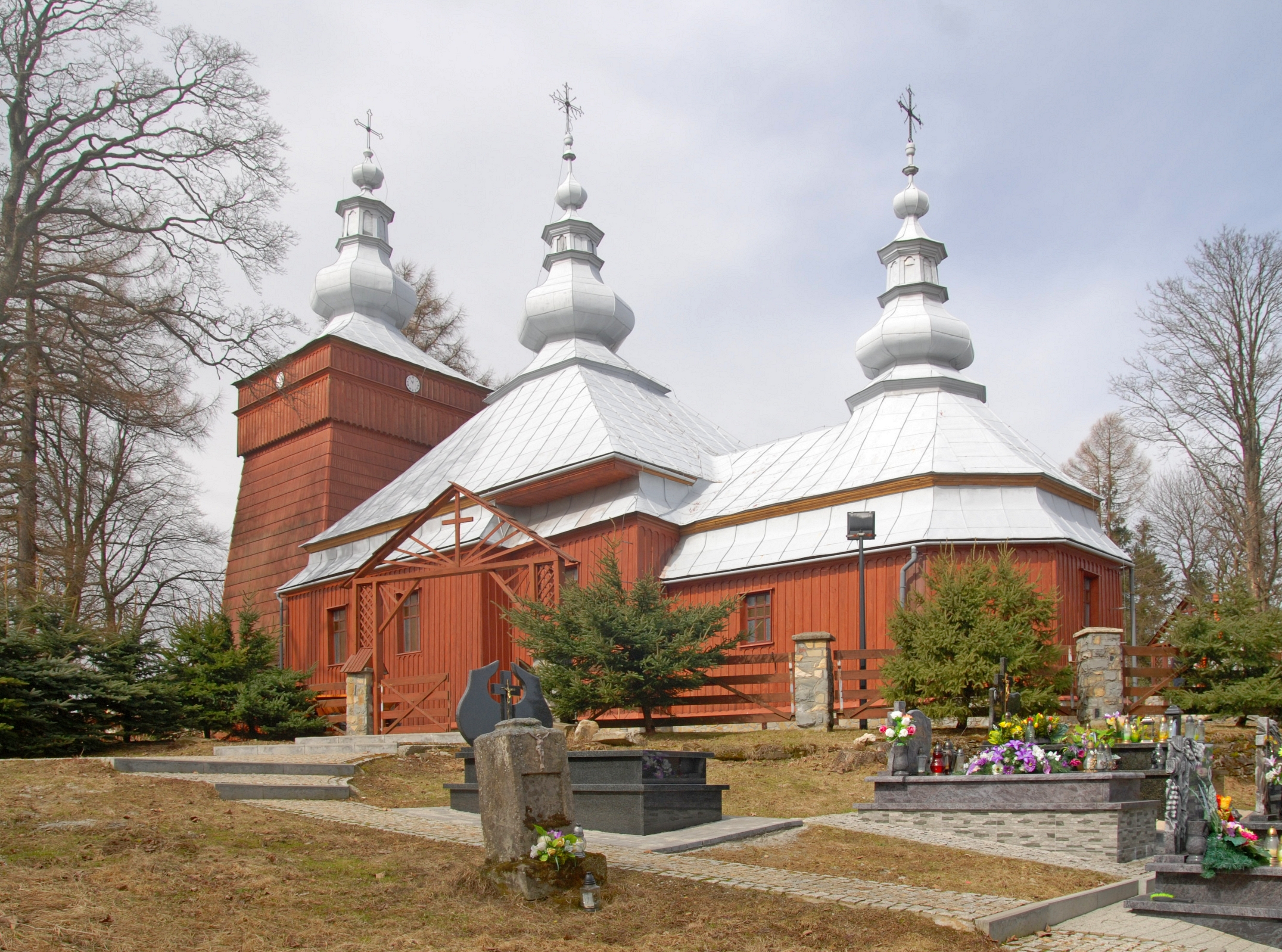
Dawna cerkiew
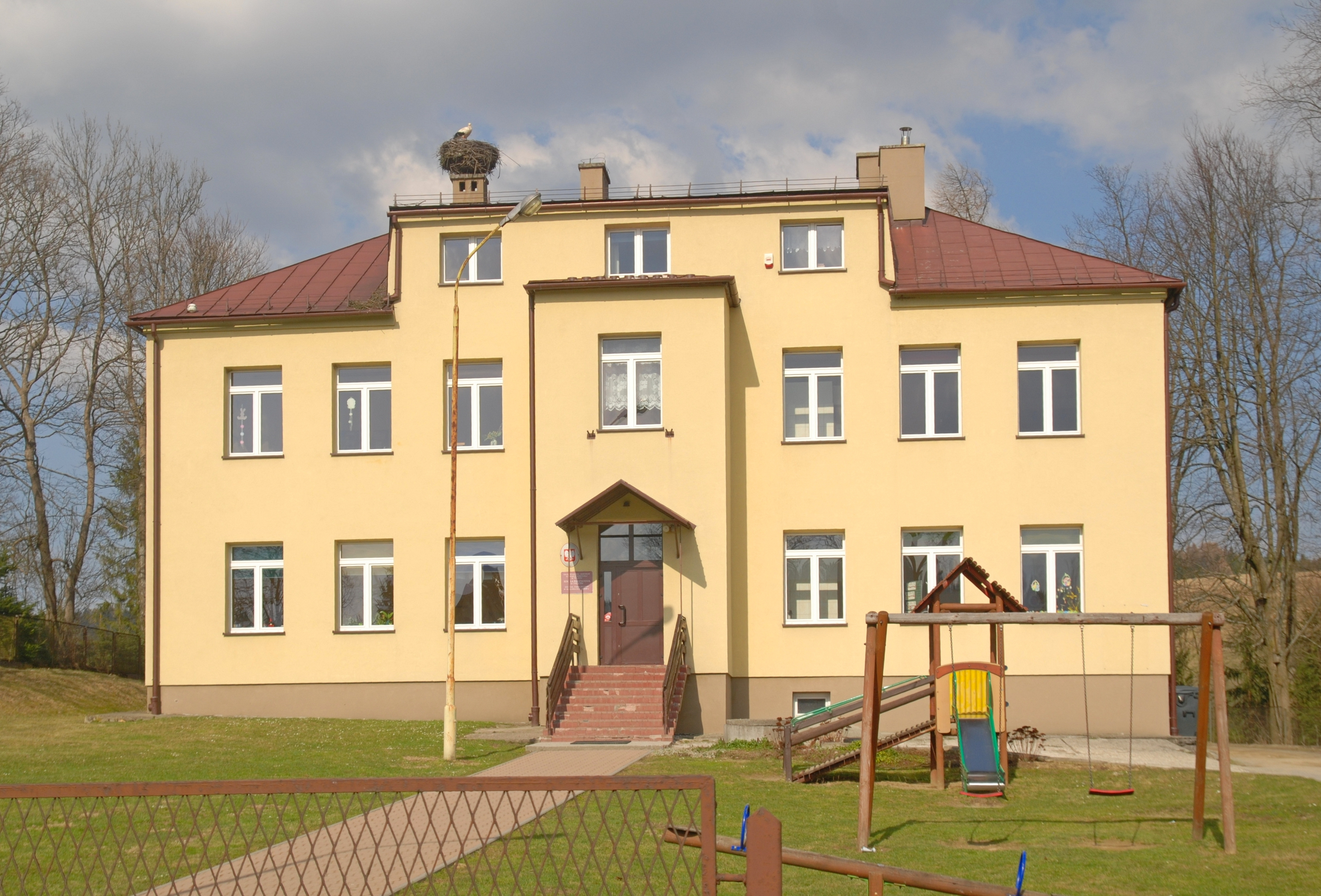
Szkoła podstawowa
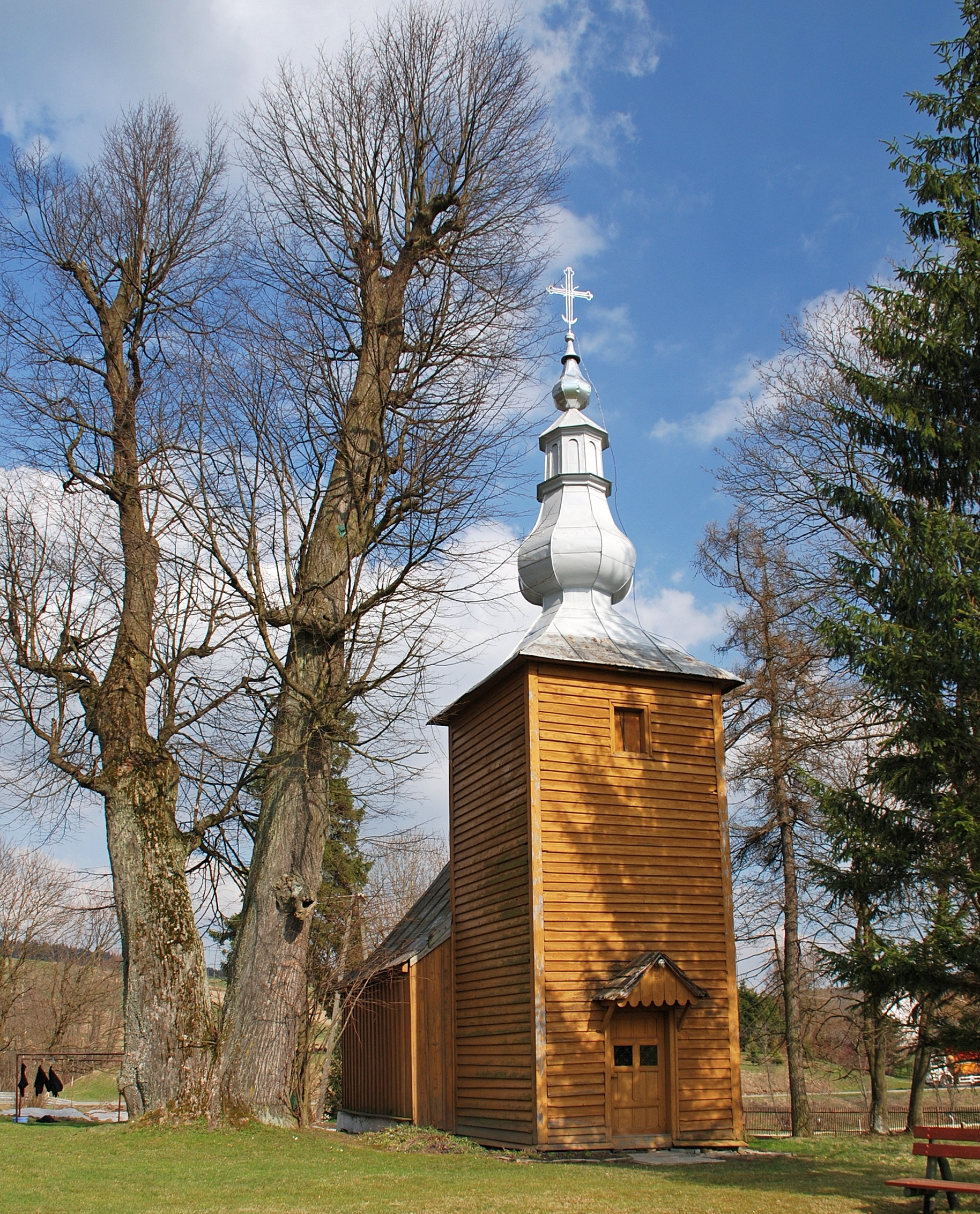
Kaplica

## Szlaki piesze
Krynica-Zdrój – Huzary (864 m n.p.m.) – Mochnaczka Niżna – Banica – Izby – Ropki – Hańczowa (Główny Szlak Beskidzki)
 Krynica-Zdrój – Huzary (864 m n.p.m.) – Mochnaczka Niżna – Lackowa (997 m n.p.m.) – Ostry Wierch (938 m n.p.m.) (Szlak im. Wincentego Pola)

## Ochotnicza Straż Pożarna
Mochnaczka Niżna posiada założoną w 1948 roku Ochotniczą straż pożarną, która jest wyposażona w system selektywnego alarmowania. Jednostka posiada samochod pożarniczy GBA 2,5/20 Mercedes Benz Atego 1326.